# 镧系元素的三氯化物
镧系元素的三氯化物是一组化学式为LnCl3的无机化合物，其中Ln代表任何镧系元素。三氯化物在镧系元素的应用和学术化学研究中是标准的试剂。它们以无水固体和水合物形式存在。

## 性质
无水固体的熔点从582 °C（Tb）到925 °C（Lu）不等。它们一般呈淡色，通常是白色。
| MCl3  | 颜色   | 结构类型 | 备注                 |
| ----- | ------ | -------- | -------------------- |
| ScCl3 | 无色   | AlCl3型  | 通常不归类为镧系元素 |
| YCl3  | 无色   | AlCl3型  | 通常不归类为镧系元素 |
| LaCl3 | 无色   | UCl3型   | 抗磁性               |
| CeCl3 | 无色   | UCl3型   | -                    |
| PrCl3 | 绿色   | UCl3型   | -                    |
| NdCl3 | 粉红色 | UCl3型   | -                    |
| PmCl3 | 绿色   | UCl3型   | 放射性               |
| SmCl3 | 黄色   | UCl3型   | -                    |
| EuCl3 | 黄色   | UCl3型   | -                    |
| GdCl3 | 无色   | UCl3型   | 对称电子层           |
| TbCl3 | 白色   | PuBr3型  | -                    |
| DyCl3 | 白色   | AlCl3型  | -                    |
| HoCl3 | 黄色   | AlCl3型  | -                    |
| ErCl3 | 紫色   | AlCl3型  | -                    |
| TmCl3 | 黄色   | AlCl3型  | -                    |
| YbCl3 | 无色   | YCl3型   | -                    |
| LuCl3 | 无色   | AlCl3型  | 抗磁性               |

## 制备
镧系元素的氧化物和碳酸盐在盐酸中溶解，得出水合阳离子的氯盐：
M2O3  + 6 HCl  +  n H2O  →   2 [Ln(H2O)n]Cl3

### 工业途径
无水三氯化物在工业上通过氧化物的碳热反应生产：

由镧系金属氧化物（上）制备得到它们的氯化物（下）

M2O3  +  3 Cl2   +  3 C  →   2 MCl3  +  3 CO

### 氯化铵途径
氯化铵途径是指镧系元素的无水氯化物的一种生产过程。这个方法好处在于，它适用于所有14个镧系元素，而且可以生成耐水解、对空气稳定的中间体。使用氯化铵作为试剂相当方便，因为盐是无水的，即使在空气中处理也会如此。另一个好处是，氯化铵会在与三氯化物的稳定性相容的温度，热分解成挥发性产物。
第一步：制备镧系元素的氯铵化物
镧系元素的氧化物和过量氯化铵的混合物进行反应时，会生成五氯化物和六氯化物的无水铵盐。通常需要让混合物在230-250 °C下反应数小时。部分镧系元素（以及钪和钇）会形成五氯化物：
M2O3  +  10 NH4Cl  →   2 (NH4)2MCl5  +  3 H2O  +  6 NH3
（M = Dy、Ho、Er、Tm、Lu、Yb、Y、Sc）
Tb4O7  +  22 NH4Cl  →   4 (NH4)2TbCl5  +  7 H2O  +  14 NH3
其他镧系元素则会形成六氯化物：
M2O3  +  12 NH4Cl  →   2 (NH4)3MCl6  +  3 H2O  +  6 NH3
（M = La、Ce、Nd、Pm、Sm、Eu、Gd）
Pr6O11  +  40 NH4Cl  →   6 (NH4)3PrCl6  +  11 H2O  +  22 NH3
这些反应也可以以金属开始，例如：
Y +  5 NH4Cl   →   (NH4)2YCl5  +  1.5 H2  + 3 NH3
第二步：将镧系元素的氯铵化物热分解
镧系元素的氯铵化物在真空下受热，转化为三氯化物。这个反应通常在350–400 °C开始：
(NH4)2MCl5   →   MCl3  +  2 HCl  +  2 NH3
(NH4)3MCl6  →   MCl3  +  3 HCl  +  3 NH3

### 其他方法
镧系元素的三氯化物水合物在氯化氢的热流下去掉水分。

## 结构

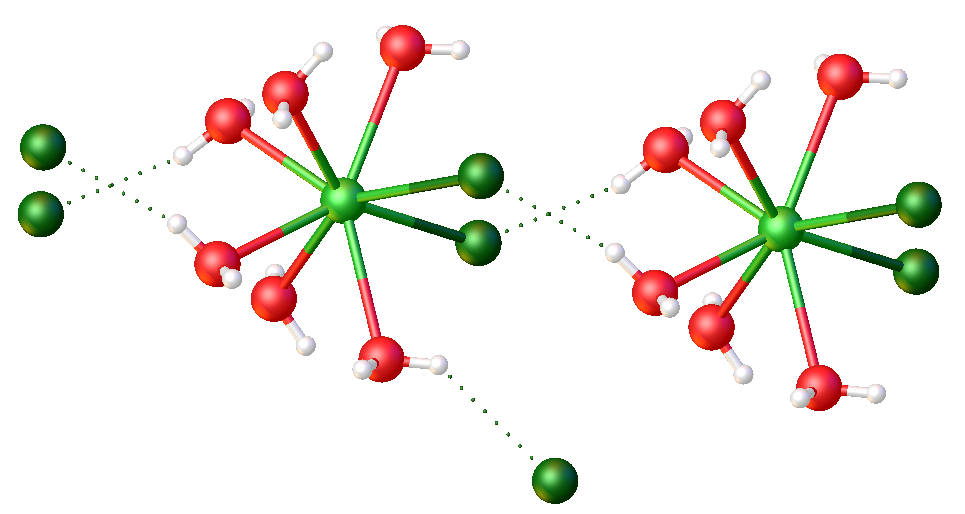
GdCl_{3}^{.}6H_{2}O的结构。它由[GdCl_{2}(H_{2}O)_{6}]^{+}中心组成。

如上表所示，无水三氯化物主要有两种结构，UCl3和YCl3。UCl3结构有配位数为9的金属原子。只有TbCl3具有的PuBr3结构，其金属原子的配位数为8。其余金属的配位数为6，与三氯化铝一样。

## 反应
在商业中，用物质（如铝）还原镧系元素的三氯化物，可得所对应的金属：
LnCl3  +  Al  →  Ln  +  AlCl3
在某些情况下，三氟化物更常用。
它们与潮湿空气反应生成氯氧化物：
LnCl3  +  H2O  → LnOCl  +  2 HCl
对研究合成的科学家来说，这个反应反而会产生问题，因为氯氧化物的活泼性较低。